# Tập đoàn
Tập đoàn là một hệ thống liên kết của hai hay nhiều công ty có lĩnh vực kinh doanh khác nhau tạo thành một cấu trúc công ty có quy mô quản lý lớn và phức tạp. Ý nghĩa tập đoàn có thể hình dung như một công ty mẹ và một số (hay nhiều) công ty con không cạnh tranh lẫn nhau. Là một công ty đa ngành, có quy mô rất lớn và thường kinh doanh đa quốc gia, chẳng hạn như General Electric.

## Lịch sử
Khi Chiến tranh thế giới thứ nhất kết thúc thì một hậu quả tai hại là khủng hoảng kinh tế ở Cộng hòa Weimar. Chính phủ đối phó bằng cách cho phép các doanh nghiệp mua lại những doanh nghiệp khác với giá sàn; Hugo Stinnes bước vào để thành lập Tập đoàn kinh tế tư nhân Stinnes, một doanh hiệu hùng mạnh nhất trong những năm 1920 ở châu Âu. Tập đoàn của ông bao trùm các lĩnh vực kinh doanh khác nhau như sản xuất, khai thác mỏ, đóng tàu, quản lý khách sạn, ra báo cùng với nhiều ngành kinh doanh khác.

## Châu Á
Tại Nhật Bản, thuật ngữ keiretsu là một mô hình quản lý của các tập đoàn phát triển. Trong khi mô hình phương Tây của tập đoàn bao gồm một công ty lớn với nhiều công ty con bị kiểm soát bởi công ty chính thì keiretsu của Nhật đặt phần liên kết qua các cổ phần lồng do một ngân hàng đứng trung gian. Về mặt quản lý, keiretsu ở Nhật khá giống tập đoàn (conglomerate) ở Mỹ, chỉ khác là conglomerate được giao cho đội chuyên môn quản lý, nhưng về mặt sở hữu chúng là công ty có tư cách pháp nhân độc lập, nhưng hoạt động ăn khớp và hỗ trợ lẫn nhau, dựa vào chữ tín. Mỗi đơn vị được cung cấp hàng hóa sản xuất và cho vay dài hạn mà không cần phải trả ngay. Mitsubishi là một trong những keiretsu của Nhật Bản được biết đến nhất, bao gồm nhiều ngành như sản xuất ô tô, lắp ráp thiết bị điện tử, kinh doanh bán lẻ, và quản lý khách sạn...
Tại Hàn Quốc, các Chaebol là một mô hình khác của tập đoàn thuộc sở hữu và điều hành bởi một gia đình. Các Chaebol của Hàn Quốc thường mang hình thức của một công ty mẹ, và có nhiều công ty con hoạt động để đáp ứng yêu cầu vật tư và dịch vụ của công ty mẹ. Chaebol cũng thường thuộc sở hữu và do đó đặt dưới quyền quản lý của một gia đình. Do đó hầu hết các giám đốc chaebol hiện hữu là cha truyền con nối.
Cả hai loại chaebol hay keiretsu đều bị cấm sở hữu ngân hàng. Ở Hàn Quốc, chính phủ muốn kiểm soát những công ty này qua việc kiểm soát tín dụng. Còn ở Nhật, keiretsu không được làm chủ ngân hàng nhưng thường hoạt động rất chặt chẽ với ngân hàng và thường được ngân hàng đáp ứng tín dụng dễ dàng.

## Ưu điểm

### Lợi điểm
- Nhiều lĩnh vực giảm đi nguy hiểm về đầu tư, rủi ro vì một công ty gặp khó khăn, lỗ đã có thể bồi đắp bởi các công ty khác gặp thời thế thuận lợi.